# پا (یکا)
پا یا فوت (به انگلیسی: foot) ، واحد اندازه‌گیری طول برابر ۱۲ اینچ و معادل ۳۰٫۴۸ سانتی‌متر است که با مخفف ft یا پریم (') نمایش داده می‌شود.